# (500652) 2012 VO15
(500652) 2012 VO15 es un asteroide perteneciente al cinturón de asteroides, región del sistema solar que se encuentra entre las órbitas de Marte y Júpiter, descubierto el 15 de septiembre de 2007 por el equipo del Mount Lemmon Survey desde el Observatorio del Monte Lemmon, Arizona, Estados Unidos.

## Designación y nombre
Designado provisionalmente como 2012 VO15. 

## Características orbitales
2012 VO15 está situado a una distancia media del Sol de 3,096 ua, pudiendo alejarse hasta 3,535 ua y acercarse hasta 2,656 ua. Su excentricidad es 0,141 y la inclinación orbital 8,607 grados. Emplea 1989,85 días en completar una órbita alrededor del Sol.

## Características físicas
La magnitud absoluta de 2012 VO15 es 16,8. 